# Hadronyche
Hadronyche és un gènere d'aranyes migalomorfes de la família dels atràcids (Atracidae). Es endèmica d'Austràlia.
Algunes espècies tenen un verí mortal per als humans, molt similar al del seu parent Atrax robustus, amb la qual també han compartit el nom comú d'"aranya de teranyina d'embut australiana". Algunes altres espècies d'aquest gènere com a H. modesta no són mortals per a humans i només produeixen efectes lleus. La picada pot ser tractada efectivament amb el mateix antiverí usat per mossegades d' Atrax robustus.

## Llista d'espècies
Segons el World Spider Catalog 11.5 hi ha les següents espècies:
- Hadronyche adelaidensis (Gray, 1984) – Austràlia Meridional
- Hadronyche alpina Gray, 2010 – Nova Gal·les del Sud, Territori de la Capital Australiana
- Hadronyche annachristiae Gray, 2010 – Nova Gal·les del Sud
- Hadronyche anzses Raven, 2000 – Queensland
- Hadronyche cerberea L. Koch, 1873 (espècie tipus) – Nova Gal·les del Sud
- Hadronyche emmalizae Gray, 2010 – Nova Gal·les del Sud
- Hadronyche eyrei (Gray, 1984) – Austràlia Meridional
- Hadronyche flindersi (Gray, 1984) – Austràlia Meridional
- Hadronyche formidabilis (Rainbow, 1914) – Queensland, Nova Gal·les del Sud
- Hadronyche infensa (Hickman, 1964) – Queensland, Nova Gal·les del Sud
- Hadronyche jensenae Gray, 2010 – Victòria (Austràlia)
- Hadronyche kaputarensis Gray, 2010 – Nova Gal·les del Sud
- Hadronyche lamingtonensis Gray, 2010 – Queensland
- Hadronyche levittgreggae Gray, 2010 – Nova Gal·les del Sud
- Hadronyche lynabrae Gray, 2010 – Nova Gal·les del Sud
- Hadronyche macquariensis Gray, 2010 – Nova Gal·les del Sud
- Hadronyche marracoonda Gray, 2010 – Nova Gal·les del Sud, Territori de la Capital Australiana
- Hadronyche mascordi Gray, 2010 – Nova Gal·les del Sud
- Hadronyche meridiana Hogg, 1902 – Nova Gal·les del Sud, Victòria (Austràlia)
- Hadronyche modesta (Simon, 1891) – Victòria (Austràlia)
- Hadronyche monaro Gray, 2010 – Nova Gal·les del Sud
- Hadronyche monteithi Gray, 2010 – Queensland
- Hadronyche nimoola Gray, 2010 – Nova Gal·les del Sud, Territori de la Capital Australiana
- Hadronyche orana Gray, 2010 – Nova Gal·les del Sud
- Hadronyche pulvinator (Hickman, 1927) – Tasmània
- Hadronyche raveni Gray, 2010 – Queensland
- Hadronyche tambo Gray, 2010 – Victòria (Austràlia)
- Hadronyche valida (Rainbow & Pulleine, 1918) – Queensland, Nova Gal·les del Sud
- Hadronyche venenata (Hickman, 1927) – Tasmània
- Hadronyche versuta (Rainbow, 1914) – Nova Gal·les del Sud
- Hadronyche walkeri Gray, 2010 – Nova Gal·les del Sud